# Drugi rząd Józefa Piłsudskiego
Drugi rząd Józefa Piłsudskiego – gabinet pod kierownictwem Józefa Piłsudskiego, o składzie takim jak rząd Walerego Sławka, z dodatkowym wicepremierem w osobie Józefa Becka. Powołany w dniu 25 sierpnia 1930 roku. Upadł 4 grudnia 1930 roku.

## Skład rządu
- premier i minister spraw wojskowych – Józef Piłsudski
- wicepremier – Józef Beck (BBWR)
- minister spraw wewnętrznych – Felicjan Sławoj Składkowski
- minister spraw zagranicznych – August Zaleski
- minister sprawiedliwości – Stanisław Car (BBWR)
- minister wyznań religijnych i oświecenia publicznego – Sławomir Czerwiński
- kierownik ministerstwa skarbu – Ignacy Matuszewski
- minister przemysłu i handlu – inż. Eugeniusz Kwiatkowski
- minister rolnictwa – Leon Janta-Połczyński (BBWR)[1]
- minister reform rolnych – Witold Staniewicz (BBWR)
- minister komunikacji – Alfons Kühn (BBWR)
- minister poczt i telegrafów – Ignacy Boerner
- minister robót publicznych – Maksymilian Matakiewicz
- minister pracy i opieki społecznej – Aleksander Prystor (BBWR)